# Беленберг
Беленберг (њем. Bellenberg) општина је у њемачкој савезној држави Баварска. Једно је од 17 општинских средишта округа Ној-Улм. Према процјени из 2010. у општини је живјело 4.572 становника. Посједује регионалну шифру (AGS) 9775115.

## Географски и демографски подаци
Беленберг се налази у савезној држави Баварска у округу Ној-Улм. Општина се налази на надморској висини од 504 метра. Површина општине износи 5,1 km². У самом мјесту је, према процјени из 2010. године, живјело 4.572 становника. Просјечна густина становништва износи 891 становника/km².

## Међународна сарадња
| Мјесто          | Држава   | Врста сарадње | Од    |
| --------------- | -------- | ------------- | ----- |
| Марија Бистрица | Хрватска | контакт       | 1987. |
| Извор           |          |               |       |